# Isla Cristina Fútbol Club
El Isla Cristina Club de Fútbol es un club de fútbol español de la localidad de Isla Cristina en la provincia de Huelva, Andalucía. Fue fundado en 1999 y actualmente juega en la Primera División Andaluza. Es el heredero del Isla Cristina CD, que existió entre 1934 y 1999 y llegó a jugar en Segunda División B.

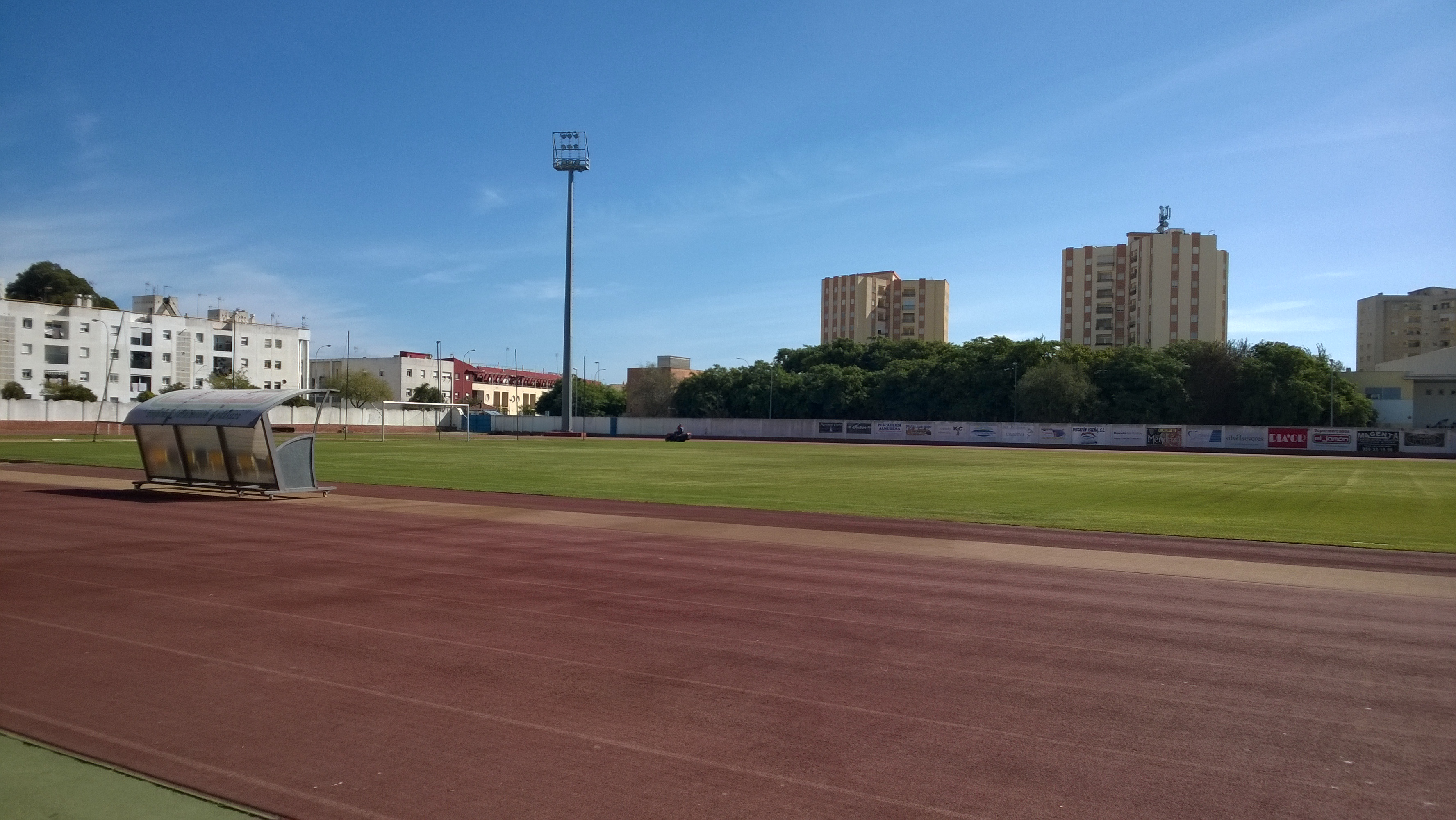
Campo de fútbol donde el Isla Cristina juega los partidos en casa.

## Historia
El Isla Cristina Club Deportivo fue fundado en 1934 y jugó principalmente en ligas regionales hasta su ascenso a Tercera División en 1994 y posteriormente a Segunda División B en 1997, llamándose entonces Club Deportivo Isla Cristina. Sin embargo, las deudas acumuladas por el club le llevaron a una desastrosa temporada 1998-99, en la que batió el récord de entrenadores por temporada y menor obtención de puntos en temporada, solo cuatro. Había quedado a 42 puntos de la permanencia y no llegó a jugar en Tercera División en la siguiente temporada, sino que se extinguió la sociedad y se procedió a crear una nueva.
El nuevo equipo, bajo la denominación Isla Cristina FC, comenzó a jugar en Regional Preferente y ascendió en 2008 a Primera División Andaluza. En 2017 celebró su ascenso a la División de Honor Andaluza.
El contrapunto a su clasificación como equipo más goleado de la historia fue su buen juego frente al Sevilla F. C. en la Copa del Rey, cayendo en el partido de ida en el campo de fútbol de Lepe (por clausura del estadio de Isla Cristina) por 1-2 pero venciendo 2-3 en el partido de vuelta, en el Pizjuan, en la misma temporada en que jugó en Segunda B. El mayor logro del Isla Cristina, un equipo recién ascendido a 2.ª B, fue eliminar de esta manera al Sevilla de 1.ª División al principio de temporada (1997) de la Copa del Rey de 1998. Este hecho pudo precipitar la salida de sus mejores jugadores (Rodolfo Bodipo, sería fichado por el Recreativo de Huelva) a clubes más solventes y su decadencia en la segunda vuelta, quedándose a 42 puntos de la permanencia.
Isla Cristina FC ha ido ascendiendo en la década de 2010 hasta la división inmediatamente inferior a Tercera División absoluta, esto es, la División de Honor Andaluza, donde juega desde  la temporada 2017/18 en el grupo I. En la temporada 2022-23 vuelve a jugar en Primera División Andaluza.

## Uniforme
- Uniforme titular: Camiseta a rayas amarillas y azules, pantalón amarillo y medias amarillas.

## Trayectoria
Desde la entrada en vigor del nuevo esquema de ligas, el equipo ha tenido los siguientes resultados:
| Temporada | Posición | Categoría                  |
| --------- | -------- | -------------------------- |
| 2008/2009 | 12.º     | Primera División Andaluza  |
| 2009/2010 | 9.º      | Primera División Andaluza  |
| 2010/2011 | 10.º     | Primera División Andaluza  |
| 2011/2012 | 5.º      | Primera División Andaluza  |
| 2012/2013 | 4.º      | Primera División Andaluza  |
| 2013/2014 | 5.º      | Regional Preferente        |
| 2014/2015 | 1.º      | Segunda División Andaluza  |
| 2015/2016 | 10.º     | Primera División Andaluza  |
| 2016/2017 | 1.º      | Primera División Andaluza  |
| 2017/2018 | 10.º     | División de Honor Andaluza |
| 2018/2019 | 14.º     | División de Honor Andaluza |
| 2019/2020 | 15.º     | División de Honor Andaluza |
| 2020/2021 | 8.º      | División de Honor Andaluza |
| 2021/2022 | 2.º      | Primera División Andaluza  |
| 2022/2023 | 7.º      | Primera División Andaluza  |
| 2023/2024 | 2.º      | Primera División Andaluza  |
| 2024/2025 | 12 .º    | División de Honor Andaluza |

Actualizado 21/12/2024